# Gisogo
Gisogo är ett vattendrag i Burundi.   Det ligger i provinsen Makamba, i den södra delen av landet, 110 kilometer sydost om huvudstaden Bujumbura.
Omgivningarna runt Gisogo är en mosaik av jordbruksmark och naturlig växtlighet. Runt Gisogo är det ganska tätbefolkat, med 172 invånare per kvadratkilometer.